# Zdarzenie losowe niemożliwe
Zdarzenie losowe niemożliwe (zdarzenie niemożliwe) – pusty podzbiór przestrzeni zdarzeń elementarnych. Jest ono interpretowane jako zdarzenie losowe, które nie może zaistnieć.
Istnieje tylko jedno zdarzenie niemożliwe (bo jeden jest podzbiór pusty przestrzeni zdarzeń elementarnych), jednak można je opisać na różne sposoby. W szczególności zdarzeniem niemożliwym jest iloczyn dowolnych dwóch zdarzeń rozłącznych, np. jednoczesne wyrzucenie jednego oczka i liczby parzystej przy jednokrotnym rzucie kostką do gry.
Zdarzenie niemożliwe jest zdarzeniem przeciwnym do zdarzenia pewnego.

## Własności
- Zdarzenie niemożliwe jest rozłączne z każdym zdarzeniem, także z sobą samym, gdyż:

{\displaystyle \emptyset \cap A=\emptyset .}
- Jest ono też niezależne od każdego zdarzenia, także od siebie:

{\displaystyle P(\emptyset \cap A)=P(\emptyset )P(A)=0.}
- Zdarzenie losowe niemożliwe ma prawdopodobieństwo równe zero.

Niech {\displaystyle \emptyset ,\emptyset ,\emptyset ,\dots } będzie przeliczalnym ciągiem zdarzeń. Ponieważ {\displaystyle \emptyset \cap \emptyset =\emptyset ,} więc na podstawie aksjomatu przeliczalnej addytywności:
{\displaystyle P(\emptyset )+P(\emptyset )+\ldots =P(\emptyset \cup \emptyset \cup \dots ).}
Ale {\displaystyle \emptyset \cup \emptyset \cup \ldots =\emptyset ,} więc
{\displaystyle P(\emptyset )+P(\emptyset )+\ldots =P(\emptyset ).}
Powyższa równość zachodzi jedynie wtedy, gdy
{\displaystyle P(\emptyset )=0.}

### Uwaga
Nie każde jednak zdarzenie losowe o prawdopodobieństwie zero jest niemożliwe.
Niech np.
{\displaystyle \Omega =\{z,b,c,k\}}   oraz   {\displaystyle P(\{z\})={\tfrac {1}{2}},\,P(\{b\})={\tfrac {1}{3}},\ P(\{c\})={\tfrac {1}{6}},\,P(\{k\})=0.}
Ponieważ dla skończonej przestrzeni zdarzeń elementarnych {\displaystyle \Omega } wystarczy określić prawdopodobieństwo dla zdarzeń jednoelementowych, więc tym samym mamy rozkład prawdopodobieństwa określonego dla rodziny wszystkich zdarzeń przestrzeni {\displaystyle \Omega } i spełniający wszystkie aksjomaty przestrzeni probabilistycznej. Przy tym
{\displaystyle \{k\}\neq \emptyset ,\,\,P(\{k\})=0.}
Powyższa przestrzeń może być modelem dla doświadczenia polegającego na jednokrotnym rzucie kostką, w której trzy ściany mają kolor zielony, dwie kolor biały, jedna kolor czerwony. Zdarzenia elementarne mają tu następującą interpretację:
{\displaystyle \{z\}} – wypadła ściana zielona,
{\displaystyle \{b\}} – wypadła ściana biała,
{\displaystyle \{c\}} – wypadła ściana czerwona,
{\displaystyle \{k\}} – kostka stanęła na kancie.
Innym przykładem może być zmienna losowa określona przez dowolną obustronnie ciągłą dystrybuantę, która wartości inne niż 0 i 1 przyjmuje jedynie na przedziale {\displaystyle (0;5)}
Np. dystrybuanta rozkładu jednostajnego {\displaystyle {\mathcal {U}}(0,5){:}}
{\displaystyle F(x)={\begin{cases}0&{\textrm {dla}}\ \ x\leqslant 0\\{\frac {x}{5}}&{\textrm {dla}}\ \ 0<x\leqslant 5\\1&{\textrm {dla}}\ \ x>5\end{cases}}}
Przy takim rozkładzie prawdopodobieństwo wylosowania jakiejkolwiek pojedynczej liczby z przedziału {\displaystyle (0;5)} jest zerowe.